# Rosto de Cão
Rosto de Cão – miasto na Azorach (region autonomiczny Portugalii), na wyspie São Miguel. Według danych szacunkowych na rok 2012 liczy 7686 mieszkańców..